# Samuel C. Major

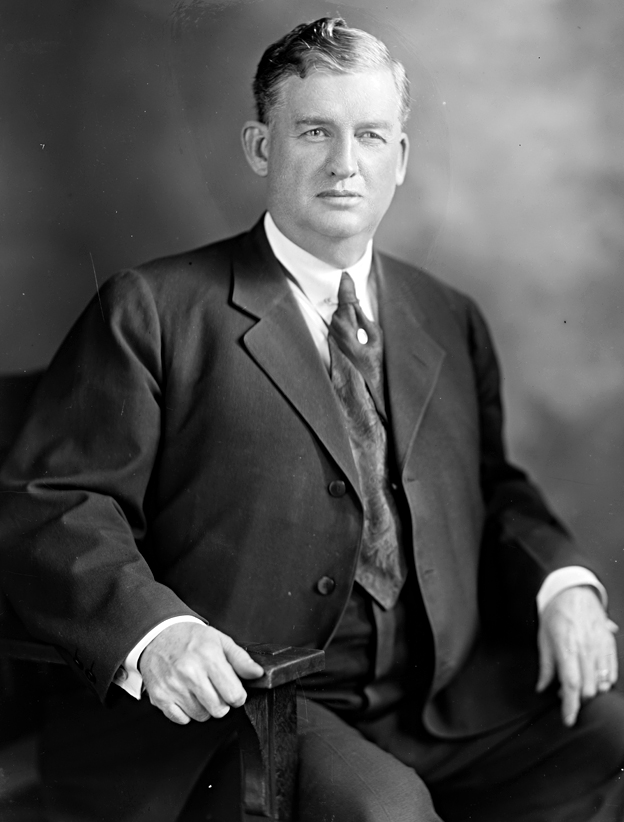
Samuel C. Major

Samuel Collier Major (* 2. Juli 1869 in Fayette, Howard County, Missouri; † 28. Juli 1931 ebenda) war ein US-amerikanischer Politiker. Zwischen 1919 und 1931 vertrat er mehrfach den Bundesstaat Missouri im US-Repräsentantenhaus.

## Werdegang
Samuel Major besuchte die öffentlichen Schulen seiner Heimat und das Central College in Fayetteville. Danach studierte er bis 1888 an der St. James Military Academy in Macon. Nach einem anschließenden Jurastudium und seiner 1890 erfolgten Zulassung als Rechtsanwalt begann er in Fayette in diesem Beruf zu arbeiten. Ab 1892 war er für zwei Amtszeiten Staatsanwalt im Howard County.
Politisch war Major Mitglied der Demokratischen Partei. Zwischen 1907 und 1911 gehörte er dem Senat von Missouri an. Im Jahr 1916 kandidierte er noch erfolglos für den Kongress. Bei den Wahlen des Jahres 1918 wurde er dann aber im siebten Wahlbezirk von Missouri in das US-Repräsentantenhaus in Washington, D.C. gewählt, wo er am 4. März 1919 die Nachfolge von Courtney W. Hamlin antrat. Da er im Jahr 1920 dem Republikaner Roscoe C. Patterson unterlag, konnte er bis zum 3. März 1921 zunächst nur eine Legislaturperiode im Kongress absolvieren. Während dieser Zeit trat der 19. Verfassungszusatz in Kraft, durch den das Frauenwahlrecht bundesweit eingeführt wurde.
Nach seinem vorübergehenden Ausscheiden aus dem Kongress praktizierte Collier wieder als Anwalt. Bei den Wahlen des Jahres 1922 wurde er erneut im siebten Distrikt seines Staates in das US-Repräsentantenhaus gewählt, wo er am 4. März 1923 Patterson wieder ablöste. Nach zwei Wiederwahlen konnte er bis zum 3. März 1929 drei weitere Amtszeiten im Kongress verbringen. Im Jahr 1928 unterlag er dem Republikaner John William Palmer, dessen Mandat er am 4. März 1931 nach einem neuerlichen Wahlsieg im Jahr 1930 wieder übernahm. Dieses konnte er aber nicht mehr bis zum regulären Ende der Legislaturperiode am 3. März 1933 ausüben, da er bereits am 28. Juli 1931 verstarb. Seine restliche Amtszeit wurde nach einer Sonderwahl von Robert Davis Johnson beendet.